# William H. Noble
William Henry Noble (* 22. September 1788 in New Milford, Connecticut; † 5. Februar 1850 in Rochester, New York) war ein US-amerikanischer Politiker. Zwischen 1837 und 1839 vertrat er den Bundesstaat New York im US-Repräsentantenhaus.

## Werdegang
William Henry Noble wurde ungefähr fünf Jahre nach dem Ende des Unabhängigkeitskrieges im Litchfield County geboren. Die Familie zog zuerst nach Ballston Spa, dann nach Cato und von dort nach Rochester. Er erhielt eine bescheidene Schulbildung. Dann war er als Gerber tätig und später als Farmer. Zwischen 1828 und 1830 saß er in der New York State Assembly. Politisch gehörte er der Demokratischen Partei an. Bei den Kongresswahlen des Jahres 1836 für den 25. Kongress wurde Noble im 24. Wahlbezirk von New York in das US-Repräsentantenhaus in Washington, D.C. gewählt, wo er am 4. März 1837 die Nachfolge von Ulysses F. Doubleday antrat. Er erlitt bei seiner Wiederwahlkandidatur 1838 eine Niederlage und schied dann nach dem 3. März 1839 aus dem Kongress aus. Zwischen 1843 und 1845 war er Inspektor im Auburn Gefängnis. Er verstarb am 5. Februar 1850 in Rochester.